# Lygropia xanthozonalis
Lygropia xanthozonalis is een vlinder uit de familie van de grasmotten (Crambidae). De wetenschappelijke naam van de soort is voor het eerst gepubliceerd in 1895 door George Francis Hampson.
De soort komt voor in Grenada.